# 杭德鱊
杭德鱊（学名：Acheilognathus hondae）為輻鰭魚綱鯉形目鱊科鱊屬的一種，分布於亞洲韓國西湖(서호빠줄거)流域，以韓國水源農業站主任K.Honda的名字命名，該物種於1935年在同一地點採集了另外兩個樣本後沒有收集到更多標本，它現在被認為已經滅絕。

## 扩展阅读
維基物種上的相關：杭德鱊